# 司法警察職員
司法警察職員（しほうけいさつしょくいん）とは、日本の刑事訴訟法に規定された司法警察活動を行う職員の資格である。代表的なものに警察官がある（一般司法警察職員、同法189条1項）。戦前は司法警察官吏と称した。

## 種類等
司法警察職員は以下の種類に分かれる。特別司法警察職員の場合、捜査できる犯罪の種類、あるいは当該犯罪の発生地等に限定して権限が付与されているが、一般司法警察職員たる警察官には罪種や発生場所を問わず権限が付与されている。
- 一般司法警察職員 - 警察官の呼称は、都道府県警察で警察[5]の事務を執行する者を指し（警察法63条）、日本の警察で与えられる職務や地位に着目した呼び名である。
- 特別司法警察職員 - 一般司法警察職員以外の職種。項目毎に詳述がある。

司法警察職員は以下の役職に分かれる。
- 司法警察員
- 司法巡査

## 権限
司法警察活動を行う権限を司法警察権と称するが、検察官が有する捜査権（検察庁法6条）と同質で極めて強力な権限であるため、特定の種類の公務員もしくは専門職の従事者のみに付与されている。司法警察権を有して司法警察活動に従事する者が、司法警察職員である。一般的な司法警察権を下記する。
- 強制捜査権
  - 捜索・差押[注釈 1]・検証
  - 逮捕
- 被疑者の送致

司法警察職員のうち、警察官・皇宮護衛官・海上保安官・自衛隊警務官・麻薬取締官・麻薬取締員など、職務の内容からして他人の生命・身体の防護を必要とするもの、あるい危険を伴う場において職務を執行することが通常想定される者に、職務を安全かつ確実に執行させるため、一定の範囲で武器の携帯・使用権が付与されている。